# Пчиња (Куманово)
Пчиња (мкд. Пчиња) је насеље у Северној Македонији, у северном делу државе. Пчиња припада општини Куманово.

## Географија
Пчиња је смештена у северном делу Северне Македоније. Од најближег града, Куманова, село је удаљено 10 km јужно.
Село Пчиња се налази у историјској области Блатија, на приближно 280 метара надморске висине. Село је смештено у долини истоимене реке Пчиње. Западно од села издиже се побрђе Которци, а источно се издиже Градиштанска планина. Село је некада било на десној обали реке, али је прешло на леву како би се омео долазак ага и бегова. У селу је пред Други светски рат постојала породична задруга Здравковића са 50-так чланова.
Месна клима је континентална са слабим утицајем Егејског мора (жарка лета).

## Становништво
Пчиња је према последњем попису из 2002. године имала 793 становника, што је пораст за 2,1% у односу на попис из 1994. године (777 ст.).
Већинско становништво у насељу су етнички Македонци (99%), а остало су махом Срби.
Претежна вероисповест месног становништва је православље.